# Артиљеријска припрема
Артиљеријска припрема је ватрено дјеловање артиљерије нападача до почетка напада (јуриша) на непријатељски положај.
Циљ артиљеријске припреме је да се ослаби одбрана браниоца, и дезорганизује његов систем везе, командовања и осматрања, све ради лакшег извођења напада. Припрема почиње прије поласка нападних јединица са полазног положаја, али може почети и знатно раније или касније.
Артиљеријске припреме од по неколико дана дужине су биле уобичајене у Првом свјетском рату. У бици у Шампањи септембра 1915, припрема је трајала 3 дана, На Соми 1916. године је трајала 6 дана, а на Ени 1917. године читавих 10 дана. У Другом свјетском рату припреме су биле знатно краће, обично краће од једног сата.